# G2 (gwiazda)
G2 – obiekt astronomiczny, najprawdopodobniej gwiazda, a w przeszłości gwiazda podwójna, znajdująca się w pobliżu centrum Galaktyki, powstała prawdopodobnie na skutek oddziaływania supermasywnej czarnej dziury Sagittarius A* na układ podwójny. Gwiazda ta otoczona jest chmurą pyłu i gazu. Według niektórych hipotez, obiekt może być także chmurą gazową, pozostałością znacznie większej chmury.

## Nazwa
Nazwa obiektu G2 jest niestandardowa i nie należy do żadnego z przyjętych katalogów gwiazdowych. Zazwyczaj litera „G” zarezerwowana jest dla bliskich gwiazd skatalogowanych przez Henry'ego Giclasa. Litera „G” w nazwie obiektu odnosi się zapewne do jego gazowej natury (ang. gas), a sam obiekt G2 jest drugim odkrytym obiektem o takiej naturze, po G1.

## Odkrycie
Obiekt został odkryty w 2011 przez zespół astronomów pod kierownictwem Stefana Gillessena w ramach przeglądu orbit obiektów znajdujących się w pobliżu Sagittariusa A*. Odkrycia dokonano przy użyciu teleskopu Very Large Telescope.

## Charakterystyka
Początkowo sądzono, że obiekt G2 jest wodorową chmurą gazową poruszającą się w pobliżu supermasywnej czarnej dziury stanowiącej centrum Galaktyki. Masa obiektu była szacowana na około trzy masy Ziemi, a temperatura zewnętrznych części jego powłoki wynosi zaledwie 550 K. Jasność obiektu wynosi około pięciu jasności Słońca i w momencie jego odkrycia był to obiekt unikatowy, nieprzypominający żadnego innego znanego obiektu orbitującego wokół Sgr A*.
Obiekt znajduje się w odległości około 26 tysięcy lat świetlnych (8000 pc) od Ziemi. Jego okres orbitalny wynosi 264 ± 139 lat, a mimośród orbity 0,965 ± 0,011. Widziany z Ziemi znajduje się około cztery sekundy kątowe od Sgr A*.
W 2014 obiekt znalazł się w perycentrum orbity wokół Sgr A* i jeżeli, jak początkowo sądzono, obiekt miał być chmurą gazową, to oczekiwano, że siły pływowe czarnej dziury doprowadzą do rozerwania obiektu. Obiekt przetrwał jednak zbliżenie do czarnej dziury, co – wraz z dodatkowymi obserwacjami poczynionymi przez Teleskopy Kecka – pozwoliło na stworzenie innych hipotez na temat jego natury.
Według nowej hipotezy obiekt ten to była gwiazda podwójna, która została połączona w jedną gwiazdę na skutek oddziaływania czarnej dziury. W czasie kolizji gwiazd w pobliżu czarnej dziury silne oddziaływanie grawitacyjne czarnej dziury znacząco wpływa na proces łączenia gwiazd. W takich warunkach łączące się gwiazdy w trakcie procesu zlewania się w jeden obiekt znacząco powiększają swoje rozmiary w procesie, który trwa około jednego miliona lat, zanim skurczą się do rozmiarów zwykłej gwiazdy. Gwiazdę otacza optycznie gęsta powłoka materii o średnicy około 2,6 jednostek astronomicznych.
Według naukowców, którzy odkryli obiekt, fakt, że przetrwał on zbliżenie do czarnej dziury nie oznacza, że nie może on być chmurą gazową. Analiza orbity G1 i G2 wskazuje na to, że są one ze sobą powiązane. Według tej analizy, obydwa obiekty stanowią część znacznie większej chmury gazowej, która została rozerwana już wcześniej, a teraz poruszają się one wokół czarnej dziury po bardzo zbliżonych orbitach „jak paciorki naszyjnika”. Analiza wskazuje, że G1 porusza się przed G2 – G2 podąża za G1, poruszając się po podobnej orbicie z 13-letnim opóźnieniem. Obydwa obiekty mogą pochodzić z materii wyrzuconej z jakiejś gwiazdy około 100 lat temu. Gazowa natura obiektów może także tłumaczyć to, że nie emitują one żadnego promieniowania rentgenowskiego.